# Convoy

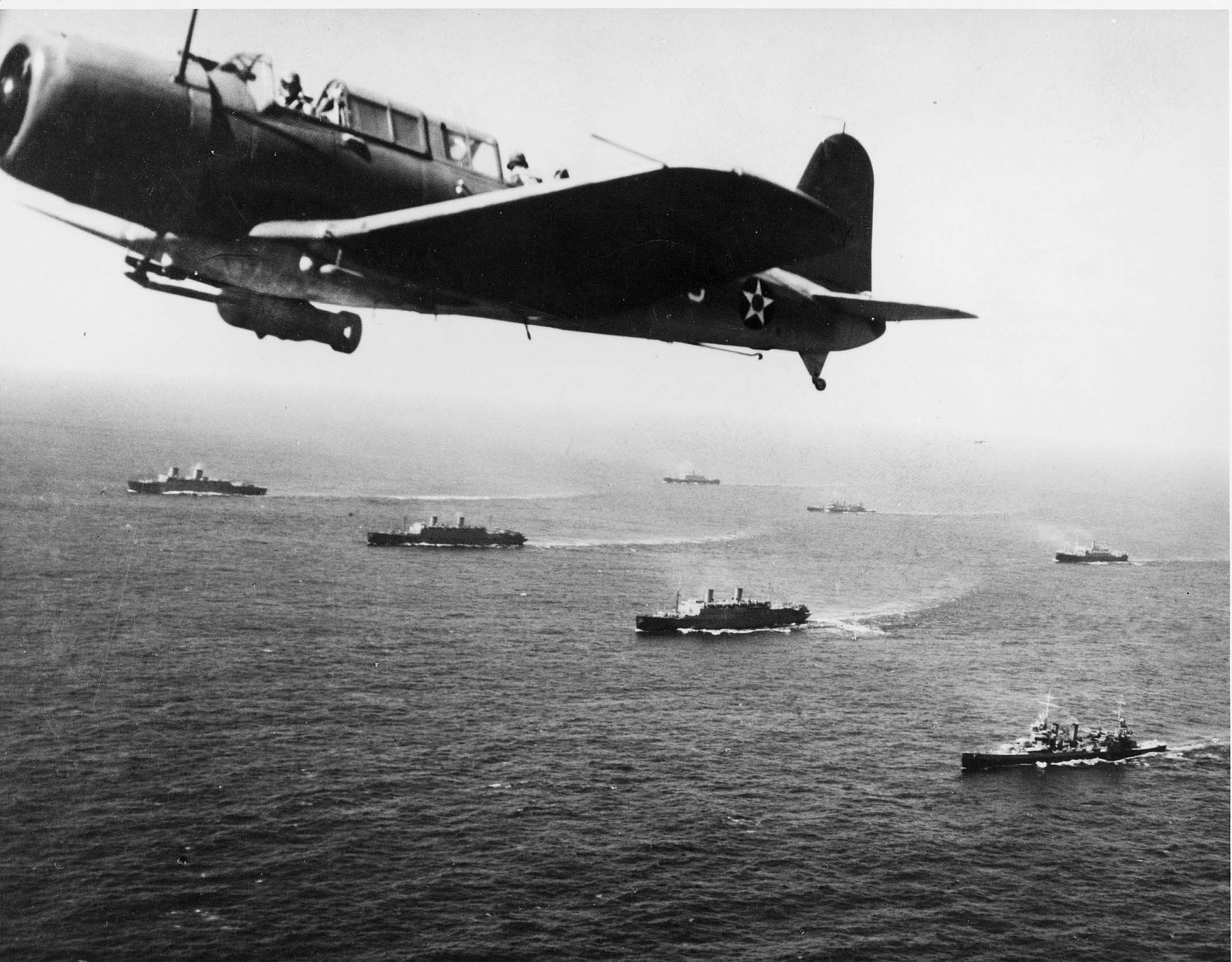
Vista aérea de un convoy naval durante la Segunda Guerra Mundial.

Un convoy (galicismo de convoi) es un conjunto de vehículos, habitualmente de fuerzas de seguridad o militares; su plural es convoyes.
La seguridad es la principal razón de hacer convoyes. Por ejemplo, atravesando una zona desértica, si un vehículo sufre una avería, el resto puede ayudar con la reparación, y en caso de tener que abandonarlo, su carga y personal puede ser repartido entre los restantes miembros del convoy.

## Convoy marino
En el ámbito marinero, se denomina convoy al conjunto, reunión o acompañamiento de buques mercantes escoltados por otros de guerra. En cierto modo es un equivalente a conserva. El convoy toma su denominación de la clase de carga que llevan las embarcaciones; así se dice convoy de tropas, de plata, etc.

### Expresiones relacionadas
- Medio convoy: el que se compone de embarcaciones mercantes bien armadas que se reúnen para su mutua defensa y siguen una misma trayectoria.
- Navegar en convoy: unirse varias embarcaciones mercantes para navegar bajo las órdenes del comandante de los buques de guerra que han de convoyarlas.
- Dar convoy: acompañar, escoltar y proteger uno o más buques de guerra a otros que no van armados o poseen poca potencia de fuego.
- Abandonar o desamparar el convoy: separarse de este los bajeles de guerra que lo escoltan en el caso forzoso de encuentro de enemigos muy superiores. También suelen separarse y abandonar el convoy alguno o algunos de los buques mercantes que lo componen a pesar de las órdenes e instrucciones que han recibido sus capitanes para conservarse unidos.[3]